# Wapen van Appelscha

Wapen van Appelscha

Het wapen van Appelscha is het dorpswapen van het Nederlandse dorp Appelscha, in de Friese gemeente Ooststellingwerf. Het wapen werd in 1980 geregistreerd.

## Beschrijving
De blazoenering van het wapen in het Stellingwerfs luidt als volgt:
Kepersgewijs" deursneden. I in rood, een verhoogde niet boven de „deursnieding" uutkommende dwasbalke van zulver, mit an de linker- en rechterkaante drie turven d'r op van „sabel" (zwat), plaetst iéne, twieje; II in goold een op een grösveld plaante boom, op 'e hoogte van de stamme, an weerskaanten een klaoverblad, alles van „sinopel" (gruun). De toppe van de „kepersgewijze deellijn" is een zespuntige steern van goold.
De Nederlandse vertaling luidt als volgt:
Kepersgewijs" doorgesneden. I in rood, een verhoogde niet boven de „doorsnijding" uitkomende dwarsbalk van zilver, met aan de linker- en rechterkant drie turven erop van „sabel" (zwart), geplaatst een, twee; II in goud een op een grasveld geplant boom, ter hoogte van de stam, aan weerskanten een klaverblad, alles van „sinopel" (groen). De top van de „kepersgewijze deellijn" is een zespuntige ster van goud.
De heraldische kleuren zijn: keel (rood), zilver (zilver), sabel (zwart), goud (goud) en sinopel (groen).

## Symboliek
- Gouden punt: beeldt zowel de plaatselijke Bosberg uit als de zandgrond waar het dorp op gesticht is.[2]
- Boom en klaverbladen: bomen werden aangeplant om zandverstuiving tegen te gaan. Deze bosrijke omgeving van het dorp trekt eveneens veel toeristen.[2]
- Witte balk: symbool voor de Opsterlandse Compagnonsvaart.[2]
- Zes turven: staan voor de vervening rond het dorp.[2]
- Zespuntige ster: verwijst naar de band met Ooststellingwerf.[2]

## Zie ook

Vlag van Appelscha